# Арсо Генов
Арсо Генов, известен и като Злетовецо, е български общественик от Македония, търговец.

## Биография
Роден е в 1854 година в Злетово, където завършва училище. Занимава се с търговия. Взима участие в обществения живот на местните българи.
В 1890 година се установява в Щип, а в 1900 година в Скопие. Член е на Епархиалния смесен съвет при българската митрополия в Скопие и на общинския съвет (беледие мезлиш).
Почива в 1918 година в Скопие.

### Търговска дейност
В Злетово в съдружие или самостоятелно Генов е собственик на хан (известен по-късно като Тимов хан), дюкян за различни стоки, ниви, лозе и къшла, където се отглежда добитък, продаван в Солун. Занимава се и с производство на шарлаган (растително олио) от мак и сусам. Препродава афион и копринени пашкули (кожурци). В Щип заедно със зет си Санде Гърличков притежава шарлаганджийница, дюкяни, ниви, хан (в Кочани), имоти в Гърдовци, Зърновци и т.н.
В Скопие заедно със сина си, Милан Генов, Арсо Генов се занимава с външна и вътрешна търговия, държи аптека.